# Fred G. Becker (Ökonom)
Fred G. Becker (* 1955 in Balkhausen) ist ein deutscher Betriebswirt. Er war Inhaber des Lehrstuhls für BWL, insbesondere Personal, Organisation und Unternehmungsführung an der Universität Bielefeld und Initiator und ehemaliger Vorsitzender des Instituts für Familienunternehmen (iFUn) Ostwestfalen-Lippe. Seit Herbst 2024 ist er im Ruhestand. 

## Leben und Wirken
Nach Mittlerer Reife und kaufmännischer Banklehre erwarb Becker die Hochschulreife auf dem Zweiten Bildungsweg. Von 1976 bis 1981 studierte er Betriebswirtschaftslehre an der Universität-Gesamthochschule Wuppertal und der Universität zu Köln. 1982 wurde er wissenschaftlicher Mitarbeiter am Lehrstuhl von Jürgen Berthel (BWL und Personal-Management) an der Universität-Gesamthochschule Siegen. Nach seiner Promotion war er dort auch als Hochschulassistent (1986–91) und Hochschuldozent (1991) tätig. Nach seiner Habilitation vertrat er zunächst den Lehrstuhl für Internationales Management an der Bundeswehrhochschule in München (HT 1991), bevor er einen Ruf an die Friedrich-Schiller-Universität Jena auf einen Lehrstuhl für Allgemeine Betriebswirtschaftslehre sowie Personal- und Organisationslehre annahm (1992–1996). Seit 1996 hatte er den Lehrstuhl für BWL, insbesondere Personal, Organisation und Unternehmungsführung, an der Universität Bielefeld inne. Einen Ruf an die Universität Siegen lehnte er 2004 ab. 2003 war er als Gastprofessor an der Universität Wien. Von der Universität Bielefeld wurde er mit der Ehrennadel als „Brückenbauer zwischen Wissenschaft und Praxis“ sowie für seine vielfältigen universitären Aktivitäten ausgezeichnet.
Seine Forschungsschwerpunkte waren: Anreizsysteme für Führungskräfte, Personal-/Leistungs-/Potenzialbeurteilung, demografische Personalarbeit (inkl. realistische Rekrutierung, Personalbindung, Inplacement), Evaluation und Transfersteuerung der Personalentwicklung, strategisch-orientiertes Personalmanagement, Personalarbeit in Familienunternehmen und akademisches Personalmanagement (v. a. Berufungsverfahren, Inplacement Neuberufener, Anreize für „gute“ Lehre).
Fred G. Becker war Initiator der Nachwuchsförderung im Verband der Hochschullehrer für Betriebswirtschaft e. V. und dort Mitglied und Vorsitzender der AG Nachwuchsförderung (1998–2008) sowie 2007–2008 Vorstandsmitglied. Er ist Mitbegründer und war lange Jahre Vorsitzender des Instituts für Familienunternehmen (iFUn) – Ostwestfalen-Lippe an der Fakultät für Wirtschaftswissenschaften und der Fakultät für Rechtswissenschaft an der Universität Bielefeld (seit 2014–2024). Seit 2001 ist er Vorstandssprecher des Instituts für Unternehmungsführung an der Universität Bielefeld e. V. (IUUB). Er war Dekan der Fakultät für Wirtschaftswissenschaften (2009–11), Senatsvorsitzender der Universität Bielefeld (2013–18) und Mitglied und Mit-Vorsitzender von Rektor- und Kanzlerfindungs- sowie Grundordnungskommissionen. Von 2012 bis 2013 war er Präsident des Rotary-Clubs Bielefeld-Süd, und von 2007 bis 2024 Vorsitzender der Jury „Unternehmer des Jahres OWL“.

## Schriften (Auswahl)
- Anreizsysteme für Führungskräfte im Strategischen Management. Eul-Verlag, Köln-Lohmar 1985 (3. Auflage): Poeschel, Stuttgart 1981 (zugleich Dissertation Universität-GH Siegen)
- Grundlagen betrieblicher Leistungsbeurteilungen. 5. Aufl., Schäffer-Poeschel, Stuttgart 2005 (zugleich Habilitationsschrift Universität-GH Siegen 1991)
- Zusammen mit Jürgen Berthel (†): Personal-Management. 12. Aufl., Schäffer-Poeschel, Stuttgart 2022
- Akademisches Personalmanagement. Bd. 1 und 2. Waxmann, Münster 2019, sowie Bd. 3. 2020.

## Belege
1. ↑  http://www.wiwi.uni-bielefeld.de/lehrbereiche/bwl/pou/Personalia/Prof._Dr._Fred_G._Becker#3
2. ↑  https://idw-online.de/de/news710305
3. ↑  https://aktuell.uni-bielefeld.de/2024/09/03/fred-becker-erhaelt-ehrennadel-der-universitaet-bielefeld/, abgerufen am 17. Oktober 2024.
4. ↑  Eine Übersicht zu allen Veröffentlichungen findet sich unter: http://www.wiwi.uni-bielefeld.de/lehrbereiche/bwl/pou/upload/pdfs/SV_Becker_Auswahl_Homepage.pdf
5. ↑  http://www.wiwi.uni-bielefeld.de/forschung/iFUn/
6. ↑  http://www.wiwi.uni-bielefeld.de/lehrbereiche/bwl/pou/Meet_the_Practice__MtP_/IUUB

| Personendaten    | Personendaten    |
| ---------------- | ---------------- |
| NAME             | Becker, Fred G.  |
| KURZBESCHREIBUNG | deutscher Ökonom |
| GEBURTSDATUM     | 1955             |
| GEBURTSORT       | Balkhausen       |